# Val-de-Ruz NE
| NE ist das Kürzel für den Kanton Neuenburg in der Schweiz. Es wird verwendet, um Verwechslungen mit anderen Einträgen des Namens Val-de-Ruz zu vermeiden. |

Val-de-Ruz ist eine am 1. Januar 2013 entstandene politische Gemeinde des Kantons Neuenburg. Die Bewohner werden als Vaudruziens bezeichnet.
Sie entstand durch die Fusion der politischen Gemeinden Boudevilliers, Cernier, Chézard-Saint-Martin, Coffrane, Dombresson, Engollon, Fenin-Vilars-Saules, Fontainemelon, Fontaines, Les Geneveys-sur-Coffrane, Les Hauts-Geneveys, Montmollin, Le Pâquier, Savagnier und Villiers.  Sie umfasst damit alle Gemeinden des Bezirks Val-de-Ruz mit Ausnahme von Valangin. Der Sitz der Gemeindeverwaltung befindet sich im ehemaligen Bezirkshauptort Cernier.

## Geographie

Luftbild aus 1600 m von Walter Mittelholzer (1926)

Die Gemeinde Val-de-Ruz liegt im gleichnamigen Tal im Neuenburger Jura zwischen den beiden Städten Neuenburg und La Chaux-de-Fonds. Die Nachbargemeinden von Val-de-Ruz sind im Kanton Neuenburg im Osten Lignières und Laténa, im Süden Neuenburg, im Südwesten Rochefort, im Westen Brot-Plamboz und La Sagne und im Nordwesten La Chaux-de-Fonds sowie im Kanton Bern im Norden Renan, Sonvilier, Saint-Imier, Villeret und Nods.

## Geschichte
Ab den 1830er Jahren setzte eine grosse Einwanderung reformierter und täuferischer Bauernfamilien aus dem Kanton Bern ein. Ihre privaten Schulen befanden sich in Les Loges, Fontaines und La Joux-du-Plâne. Ihre sogenannten Deutschen Schulen und Deutschen Kirchgemeinden wurden aus Furcht vor einer schleichenden «Germanisierung» in den 1850er Jahren von den Behörden in die französischsprachigen Einrichtungen integriert. Die meisten Deutschsprachigen assimilierten sich im Verlauf der Generationen sprachlich vollständig.

## Politik
Der conseil général, das Gemeindeparlament, besteht aus 41 Personen und wird von den Stimmberechtigten alle vier Jahre im Proporz gewählt. Seit der Wahl vom 21. April 2024 setzt er sich gemäss untenstehender Grafik zusammen:
- Grüne: 9
- SP: 11
- GLP: 1
- FDP: 15
- SVP: 5

Die Stimmenanteile der Parteien anlässlich der Nationalratswahl 2019 betrugen: FDP 24,6 %, GPS 21,9 %, SVP 15,1 %, SP 14,0 %,  PdA/Sol 10,4 %, glp 9,1 %, CVP 4,5 %.